# Bhadreshkumar Chetanbhai Patel
Bhadreshkumar Chetanbhai Patel (Viramgam, India; 15 de mayo de 1990) es un fugitivo indio buscado por presuntamente matar a su esposa Palak en una tienda Dunkin' en Hanover, Maryland, en los Estados Unidos el 12 de abril de 2015. Fue agregado a la Lista de los diez fugitivos más buscados del FBI el 18 de abril de 2017. Patel fue el fugitivo número 514 en ser incluido en la lista de los diez fugitivos más buscados del FBI. Fue visto por última vez en la estación Newark Penn, cerca de su hotel en Newark (Nueva Jersey).

## Antecedente
En 2015, estaba casado con Palak y la pareja viajaba junta para visitar a familiares en los Estados Unidos. Patel tenía 24 años en ese momento, mientras que Palak tenía 21.

## Asesinato
En la noche del 12 de abril de 2015, Patel y Palak trabajaban en el turno de noche en un Dunkin' Donuts en Hanover, Maryland. La tienda era propiedad de un pariente de Patel a quien la pareja estaba visitando. Las imágenes de vigilancia mostraron a Palak y Patel caminando juntos en la cocina alrededor de las 9:30 p. m. antes de desaparecer detrás de algunos estantes. Momentos después, Patel reapareció sin su esposa, apagó un horno y salió de la tienda.
El cuerpo de Palak, de 21 años, fue encontrado más tarde esa noche. Había sido golpeada hasta la muerte y apuñalada varias veces con un cuchillo de cocina grande. Los investigadores creen que la pareja tuvo una discusión, con Palak queriendo regresar a la India y Patel deseando permanecer en los Estados Unidos.

## Secuelas
Los clientes que llegaban a la tienda Dunkin' Donuts se preocuparon cuando ningún empleado acudió a atenderlos. Un oficial de policía que estaba cerca de la tienda fue abordado por clientes preocupados e inspeccionó la escena. Al registrar la tienda, el oficial encontró el cuerpo de Palak. Luego, la policía revisó el video de vigilancia y se dio cuenta de que el asesino era Patel, que había desaparecido. Patel no fue identificado como sospechoso hasta más de una hora después del asesinato, lo que le dio tiempo para escapar.
Después de asesinar a Palak, Patel huyó de la tienda y regresó a pie a su apartamento cercano. Tomó algunos artículos personales y luego tomó un taxi hasta un hotel cerca de un aeropuerto en Newark, Nueva Jersey. El taxista informó que Patel estuvo muy tranquilo durante el trayecto. Se registró en un hotel en Newark y fue visto en un video de vigilancia en el mostrador pagando en efectivo por una habitación. Se fue a la mañana siguiente.
Patel fue visto por última vez la mañana del 13 de abril de 2015, alrededor de las 10 a. m. en Newark Penn Station en Nueva Jersey. Tomó un servicio de transporte del hotel a la estación y no ha sido visto desde entonces.

## Investigación
Las autoridades creen que Patel podría haber huido del país o podría estar escondiéndose con familiares. Patel tenía una visa para estar en los Estados Unidos, pero estaba vencida cuando llevó a cabo el asesinato. Un informe indicó que debido a esto, no había indicios de que pudiera salir legalmente del país.
Una investigación con la familia de Palak sobre el asesinato reveló que la última conversación que tuvo con ellos fue sobre el deseo de regresar a su hogar en la India. Esta llamada se hizo momentos antes de que Palak fuera asesinada por su esposo y él la había escuchado. La policía cree que Patel asesinó a su esposa por este motivo.
Patel tiene conexiones en Canadá, India, Nueva Jersey, Kentucky, Georgia e Illinois. Se ofrece una recompensa de hasta 100.000 dólares por información que conduzca a su paradero.